# Platyrrhinus lineatus
Platyrrhinus lineatus és una espècie de ratpenat de la família dels fil·lostòmids. Viu a Bolívia, el Brasil, Colòmbia, l'Equador, el Paraguai, Surinam, Uruguai i Veneçuela. El seu hàbitat natural són els boscos i petits grups de 7 a 15 femelles. No hi ha cap amenaça significativa per a la supervivència d'aquesta espècie.